# Pulo Sepang
Pulo Sepang is een bestuurslaag in het regentschap Aceh Tenggara van de provincie Atjeh, Indonesië. Pulo Sepang telt 555 inwoners (volkstelling 2010).